# Гіллеспі (округ)
Шаблон:StateAbbr_ 30°19′ пн. ш. 98°57′ зх. д. / 30.31° пн. ш. 98.95° зх. д.
Округ Ґіллеспі (англ. Gillespie County) — округ у штаті Техас, США. Ідентифікатор округу 48171.

## Історія
Округ утворений 1848 року.

## Демографія
За даними перепису 2000 року загальне населення округу становило 20814 осіб, зокрема міського населення було 9804, а сільського — 11010. Серед мешканців округу чоловіків було 9841, а жінок — 10973. В окрузі було 8521 домогосподарство, 6081 родин, які мешкали в 9902 будинках. Середній розмір родини становив 2,84.
Віковий розподіл населення поданий у таблиці:
| Стать    | До 15 років | 15-21 | 22-29 | 30-39 | 40-49 | 50-65 | 65-85 | Понад 85 |
| -------- | ----------- | ----- | ----- | ----- | ----- | ----- | ----- | -------- |
| Чоловіки | 1746        | 843   | 640   | 1075  | 1366  | 1893  | 2061  | 217      |
| Жінки    | 1858        | 739   | 624   | 1140  | 1438  | 2143  | 2466  | 565      |

## Суміжні округи
- Ллано — північний схід
- Бланко — схід
- Кендалл — південь
- Керр — південний захід
- Кімбл — захід
- Мейсон — північний захід